# Лумумба (фільм)
«Лумумба»  — фільм Рауля Пека 2000 року, що оповідає про Патріса Лумумбу у короткий період до та після проголошення незалежності Республіки Конго, фактично про останні місяці життя Лумумби.

## Ролі
- Ерік Ебуні — Патріс Лумумба
- Алекс Дексас — Жозеф Мобуту
- Теофіл Сов'є — Моріс Мполо
- Мака Котто — Жозеф Касавубу
- Дьєдонн Кабонго — Жодефруа Мунонго
- Паскаль Н'Зонзі — Моїз Чомбе
- Олів'є Боні — король Бодуен I
- Андре Дебаар — Волтер Ганшоф Ван дер Меєрч
- Чік Дюкур — Жозеф Окіто
- Макена Діоп — Томас Канза
- Маріам Каба — Полін Лумумба
- Руді Делем — генарал Еміль Жансенс